# 大津町運動公園

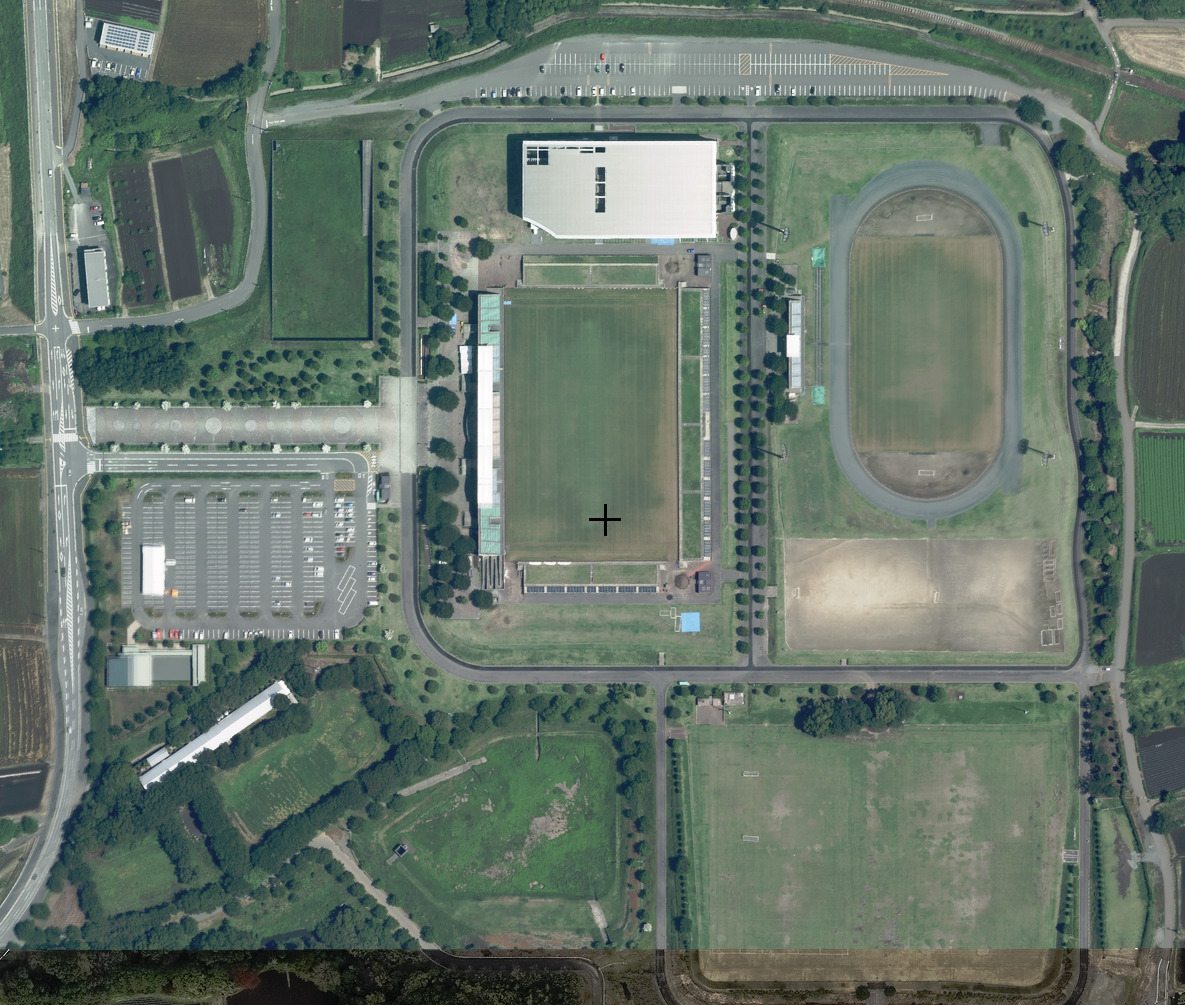
衛星図

大津町運動公園（おおづまちうんどうこうえん）通称スポーツの森・大津は、第54回国民体育大会(くまもと未来国体)の秋季大会時に使用されて、建設された運動公園。この会場ではサッカーが行われた。総合体育館(ジム併設)や、大津町運動公園球技場、多目的広場などがあり、敷地の周りは、ウォーキングロードとなっている。

## 施設
- 球技場
- 多目的広場
  - 人工芝コート サッカーフルサイズ2面（フットサルなどは4面　国際サッカー連盟公認人工芝　照明塔あり）
  - クレイコート サッカーフルサイズ1面
- 陸上競技場 400m×8レーン　天然芝サッカーフルサイズ1面（ティフトン・ペレニアルライグラス併用　照明塔・500人収容スタンドあり）
- 弓道場
- 総合体育館
  - メインアリーナ　バスケットボール2面、6人制バレーボール3面、9人制バレーボール2面、ハンドボール1面、バドミントン8面、
  - サブアリーナ　バスケットボール、バレーボール各1面、バドミントン3面、卓球15台
  - その他、トレーニングルーム、ランニングルームあり